# IC 709
IC 709 ist eine elliptische Galaxie vom Hubble-Typ E im Sternbild Großer Bär am Nordsternhimmel. Sie ist schätzungsweise 427 Millionen Lichtjahre von der Milchstraße entfernt und hat einen Durchmesser von etwa 135.000 Lichtjahren. Gemeinsam mit IC 708 bildet sie ein gebundenes Galaxienpaar.

Im selben Himmelsareal befinden sich die Galaxien IC 711, IC 712, PGC 2329981, PGC 2331579.
Das Objekt wurde am 11. Mai 1890 vom US-amerikanischen Astronomen Lewis Swift entdeckt.